# 张泉灵
张泉灵（1973年6月8日—），祖籍浙江宁波，出生在上海市，毕业于北京大学德语文学系，曾任中国中央电视台新聞中心记者、节目主持人，目前担任傅盛战队顾问，紫牛基金合伙人。

## 生平
1996年，张泉灵毕业于北京大学德语文学系。
1997年，张泉灵任职中央电视台海外中心专题部主持人和编导。
2000年，张泉灵担任新版《东方时空》的主持人。

### 事业
张泉灵是个性格大气的女人。她曾经担任张健横渡英吉利海峡、雅典奥运会、连战及宋楚瑜大陆之行、抗击非典第一线、罗布泊无人区、阿富汗战乱地震灾区、汶川地震灾区的直播主持人。
2015年7月上旬，张泉灵确认从央视离职，7月13日傅盛战队官方微博对外公开宣布，张泉灵以顾问形式加盟傅盛战队。张泉灵还加盟傅盛旗下紫牛基金合伙人。
2015年9月9日早上8点，张泉灵发长文《生命的后半段》。
2017年開始播映的中國網絡辯論綜藝《奇葩說》中，張泉靈擔任奇葩議長的角色。

## 家庭
不明媒体和网站曾疯传张泉灵的丈夫是曲向东，此事遭到曲向东本人亲自出面澄清，两人只是同行并非夫妻。
张泉灵的丈夫是李铁（1955年10月24日-），现任中国国家发改委城市和小城镇改革发展中心主任，比她大18岁，两人2000年结婚。
2006年7月23日，张泉灵生下一个男孩李晨华（2006年7月23日-），取名叫做“晨晨”。

## 奖项荣誉
2008年，榮獲第19屆中國十大傑出青年
2009年，张泉灵荣获中国播音主持“金话筒奖”

## 评价
《光明网》评价她：北大才女。